# زاوية سيدي عبد الرحمان الثعالبي
زاوية سيدي عبد الرحمان الثعالبي أو زاوية خميس يسر هي إحدى الزوايا في الجزائر الواقعة في بلدية خميس يسر بدائرة خميس يسر ضمن ولاية بومرداس وجبال الخشنة ومنطقة القبائل وعروش زواوة، والتابعة لمنهاج الطريقة الرحمانية.

## التسمية
تم اختيار اسم العلامة سيدي عبد الرحمان الثعالبي ليُطلق على هذه الزاوية، حيث أنه وُلِد في منطقة مدينة خميس يسر منتصف القرن 14 ودرس ببجاية ثم انتقل إلى عدد من البلدان الإسلامية لطلب العلم واستقر بتركيا حيث طلب العلم لعدد من السنوات.
وعاد بعد ذلك إلى تونس ومنها إلى مدينة الجزائر حيث استقر ودرس بها وتخرج العديد من العلماء على يده.
وألف العديد من الكتب ليعين بعد ذلك حاكما عاما على مدينة الجزائر في إمارة الثعالبة نظرا لمكانته العلمية الكبيرة وتوفي أواخر القرن 15 حيث دفن بقصبة الجزائر أين لا يزال ضريحه موجودا إلى حد اليوم.

## التأسيس
تم الشروع في تأسيس زاوية سيدي عبد الرحمان الثعالبي في مدينة خميس يسر خلال عام 1990م.
وانتهت أشغال البناء خلال عام 1993م ليتم تدشينها سنة بعد ذلك في 1994م.
واختار مؤسسوها أن يكون مقرها داخل الكنيسة الكاثوليكية التي بناها الاحتلال الفرنسي للجزائر سنة 1958م للتبشير الديني آنذاك.
وأصبحت الزاوية بعد تدشينها من أكبر المؤسسات الدينية والاجتماعية في ولاية بومرداس التي يتهافت على التسجيل فيها طلبة من كل ولايات الجزائر ومن كل الأعمار لختم القرآن الكريم أمام ضعف المدارس القرآنية الأخرى التي لا تقوى على استيعابهم ولا توفر لهم الإقامة الدائمة والمجانية لمدة سنوات تصل إلى أربع سنوات لحفظ القرآن.

## المهام

كتاب حقائق التوحيد عبارة عن رسالة صغيرة في علم التوحيد (علم الكلام وأصول الدين).

تُعتبر زاوية خميس يسر معلما دينيا بارزا في تحفيظ وتلقين القرآن الكريم وأحكامه الأساسية للشباب وتزويد مختلف مساجد ولاية بومرداس خلال شهر رمضان من كل سنة بحفاظ يؤمون صلاة التراويح.
وتُستعمل الألواح في تحفيظ القرآن لأنها أسهل طريقة، خاصة وأن المتعلم يعمد إلى كتابة الآيات بنفسه باعتماد الحبر التقليدي، وهو حبر خاص يصنعه المتعلم من صوف النعاج، حيث يذيبه على النار حتى يصبح أسودا، ثم يخلطه بالماء، وخاصية هذا الحبر أنه لا يزول من على اللوح المكتوب إلا بفركه بالصلصال والماء. وتعود أقدم لوحة إلى أكثر من 15 سنة ومكتوب عليها أوائل سورة البقرة.
تتلقى الزاوية أعدادا كبيرة من طلبة القرآن الكريم من أبعد وأقصى بقاع الجزائر ومن أقصى الولايات بما فيها الجنوب الكبير ويمكثون بين سنتين وأربع سنوات في نظام داخلي على حساب الزاوية تنفق عليهم منذ دخولهم حتى تخرجهم لإجراء مسابقة الالتحاق بمعهد الشؤون الدينية للأئمة.
وإذا ما تم رفض بعض الطلبة من طرف مدارس قرآنية أخرى لكبر سنهم فإنهم يلجأون إلى زاوية الثعالبي ليختموا القرآن هناك، كما يلتحق بالزاوية الكثير من طلبة الثانويات والجامعات في العطل الصيفية ليحفظوا القرآن، فهناك مهندسون وحاملو شهادات الليسانس يقصدونها.

## الطلاب
أصبحت لزاوية خميس يسر مكانة هامة في مجالات تكوينها حيث أصبحت تخرج سنويا زهاء 70 حافظا وحافظة للقرآن الكريم بأحكامه وللحديث النبوي الشريف يعتمد عليهم في تأطير مختلف مساجد ولاية بومرداس.
ويتمدرس حاليا على مستوى هذه الزاوية قرابة 160 طالبا وطالبة يقصدونها من مختلف مناطق الوطن الجزائري.
ويستفيد المنتسبون لهذه الزاوية المفتوحة للطلبة والطالبات الذين تتراوح أعمارهم بين 8 سنوات و 25 سنة من النظام الداخلي والخارجي ويدمجون بعد تحصلهم على شهادة إثبات المستوى وفق التخصصات المتبعة في قطاع الشؤون الدينية كأئمة مساجد ومعلمي القرآن الكريم ومرشدات فيما يواصل عدد آخر من الطلبة الدراسة عن طريق المراسلة لإثبات المستوى.
وهناك 12 فوجا من طلبة القرآن بالزاوية، ويضم كل فوج 80 طالبا جاءوا من مختلف مناطق الوطن، تتراوح أعمارهم ما بين 8 إلى 25 سنة، وهم من الذين تسربوا من المدرسة لأسباب أو أخرى، ووجهوا للزوايا لحفظ القرآن باتباع نظام داخلي.
وعلى كل طالب أن يحفظ الستين حزبا في مدة قد تصل إلى سنتين أو أكثر.
وقد تخرّج منذ فتح الزاوية في 2001م ما يقارب 263 طالبا، ومنهم من التحق بالمعاهد الإسلامية بالحجاز وسوريا وموريتانيا واليمن لاستكمال دراسة الشريعة، أو لممارسة الإمامة، ومنهم من يؤم المصلين بالمساجد هنا بأرض الوطن.
ومن طلاب الزاوية من يؤم المصلين في صلاة التراويح، وهذا بمثابة الاختبار الحقيقي لدروس ترتيل وتجويد القرآن وحفظه، ويتم ذلك بولايات: تيزي وزو، البويرة، بومرداس والجزائر.
ويبدأ يوم الطالب بالزاوية بعد صلاة الفجر، وهي فترة استظهار الألواح، حيث يستظهر كل طالب اللوحة التي كتبها ويرتل الآيات أو يجودها معتمدا على التقنيات والأحكام التي تعلمها.

## الأوقاف

تفسير الثعالبي المسمى بـ (الجواهر الحسان في تفسير القرآن) من أهم كتب التفسير عند أهل السنة والجماعة.

زاوية خميس يسر تعد من أقوى زوايا الجزائر من ناحية الإمكانات المادية والمالية، حيث تدير عقارات وأملاك وقفية كثيرة.
وتتمثل هذه الأوقاف في 25 محلا تجاريا، 12 منها تم تأجيره لحد الآن بعقود، وعليه أموال الإيجار تصب في حساب الزاوية، مما تجعلها تستغني عن «صدقات» وزارة الشؤون الدينية التي تمنحها نادرا لبعض المدارس القرآنية، والتي لا تطعم التلاميذ سوى الخبز كما قال لنا شيخ الزاوية.

## التوسعة
استفادت زاوية خميس يسر خلال عام 2001م من مقر جديد يليق بمكانتها كصرح علمي.
فتم نقل الزاوية إلى بناية شبيهة بالمعاهد الإسلامية الكبرى في ساحة الكنيسة سابقا، وأنفق عليها ما يقارب 60 مليون دينار جزائري من تبرعات المحسنين وبنيت بسواعد حفظة القرآن الكريم الذين فاق عددهم الـ300 جاؤوا من العديد من ولايات الجزائر.
وكان والي ولاية بومرداس قد منح قرار العقار في الساحة الذي يمتد على مساحة تقارب الهكتار من أراضي أملاك الدولة الموجودة في قلب مدينة خميس يسر لإقامة وتوسيع الزاوية.
ويشد أنظار مختلف الزائرين لمدينة خميس يسر نظرا لضخامته ولموقعه الجيد الواقع بوسط مدينة يسر بمحاذاة المسجد الكبير للمدينة.
وسمح التدعيم الذي يتحصل عليه هذا الصرح التعليمي من ميزانية الدولة الجزائرية وكذلك بفضل إعانات المحسنين بتحديث مختلف الأجنحة التي يضمها هذا الصرح وإعادة تجهيزها بأحدث الوسائل التعليمية كأجهزة الإعلام الآلي وتحسين مختلف الخدمات اليومية التي يقدمها للطلبة والطالبات.

## النشاطات

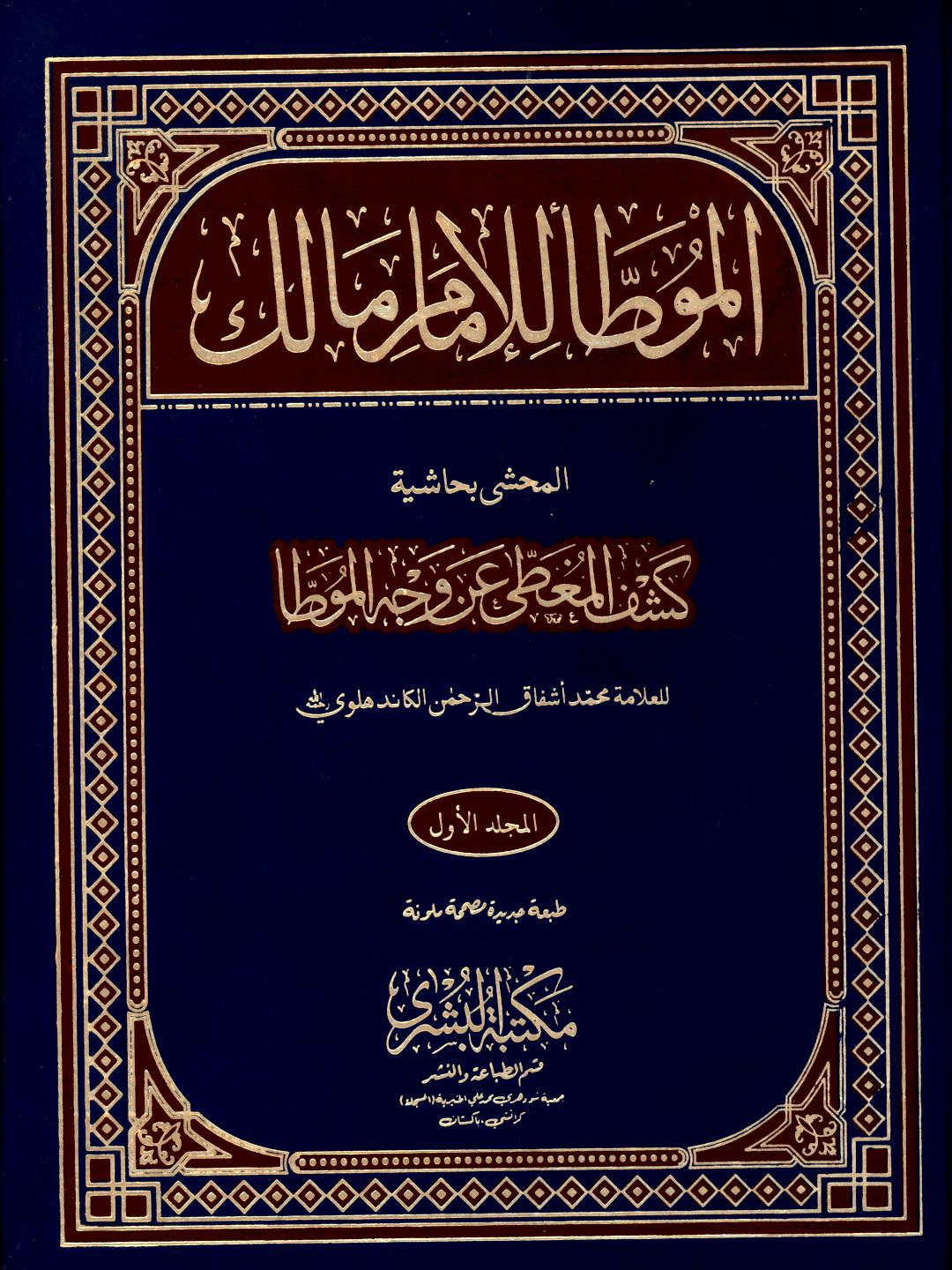
موطأ الإمام مالك

تتمثل أهم النشاطات السنوية التي تسهر إدارة زاوية خميس يسر على إقامتها بشكل منتظم وفي موعد قار سنويا بمناسبة إحياء ذكرى المولد النبوي الشريف في اليوم الدراسي والعلمي حول الثعالبي حيث يتم خلاله تكريم المتخرجين من الزاوية وتوزيع شهادات التخرج عليهم.
وقد تخرّج من هذه الزاوية أكثر من 250 إماما عبر التراب الوطني ومن كل الولايات الجزائرية، يتولون حاليا تحفيظ القرآن الكريم.
وتغطي الزاوية بحفظتها للقرآن 30 مسجدا في أربع ولايات وهي ولاية بومرداس، ولاية البويرة، ولاية تيزي وزو وولاية الجزائر بتخصيص حافظين للقرآن لإقامة صلاة التراويح.

## الاعتماد الرسمي
تم اعتماد زاوية خميس يسر من طرف وزارة الشؤون الدينية والأوقاف الجزائرية والمصادقة على برامجها التعليمية وفق المرجعية الدينية الجزائرية.
وبما أن هذه المؤسسة التربوية تقع في وسط مدينة خميس يسر ضمن منطقة القبائل وجبال الخشنة، فإن الحفاظ على نشاطها النقي الصافي اقتضى التنسيق مع الاتحاد الوطني للزوايا الجزائرية أمام أي محاولات لتحويلها عن مهمتها الدينية التربوية الاجتماعية.
وتستند الزاوية إلى برنامج رسمي متنوع وينقسم بين مواد اللغة العربية، وعلم الفرائض وفقه المواريث من كتاب الشيخ علي الصابوري، وتفسير القرآن من كتابَيْ علي الصابوري وسيدي عبد الرحمان الثعالبي، والفقه المالكي من كتابَيْ الصادق الغرياني والإمام مالك وثلة من المشايخ الاكارم، التجويد في التحفيظ والحفظ بأحكام التجويد. واكد إمام زاوية عبد الرحمان الثعالبي، أن من بين شروط التحاق الطالب بالدروس، هو حفظه لثمانية (8) أحزاب مع التجويد الصحيح، وأن كل الإمكانيات المادية والبشرية متوفرة للعكوف على تلقين القرآن الكريم للطلبة وفي أحسن الظروف.

## المرافق
تضم زاوية خميس يسر مجموعة من الأبنية ذات الطابع الديني:
- غرفة للصلاة مخصصة للعبادة والصلاة والذكر.
- غرفة مخصصة لضيوف الزاوية والمسافرين.
- غرف للطلبة.

## الوساطة القضائية

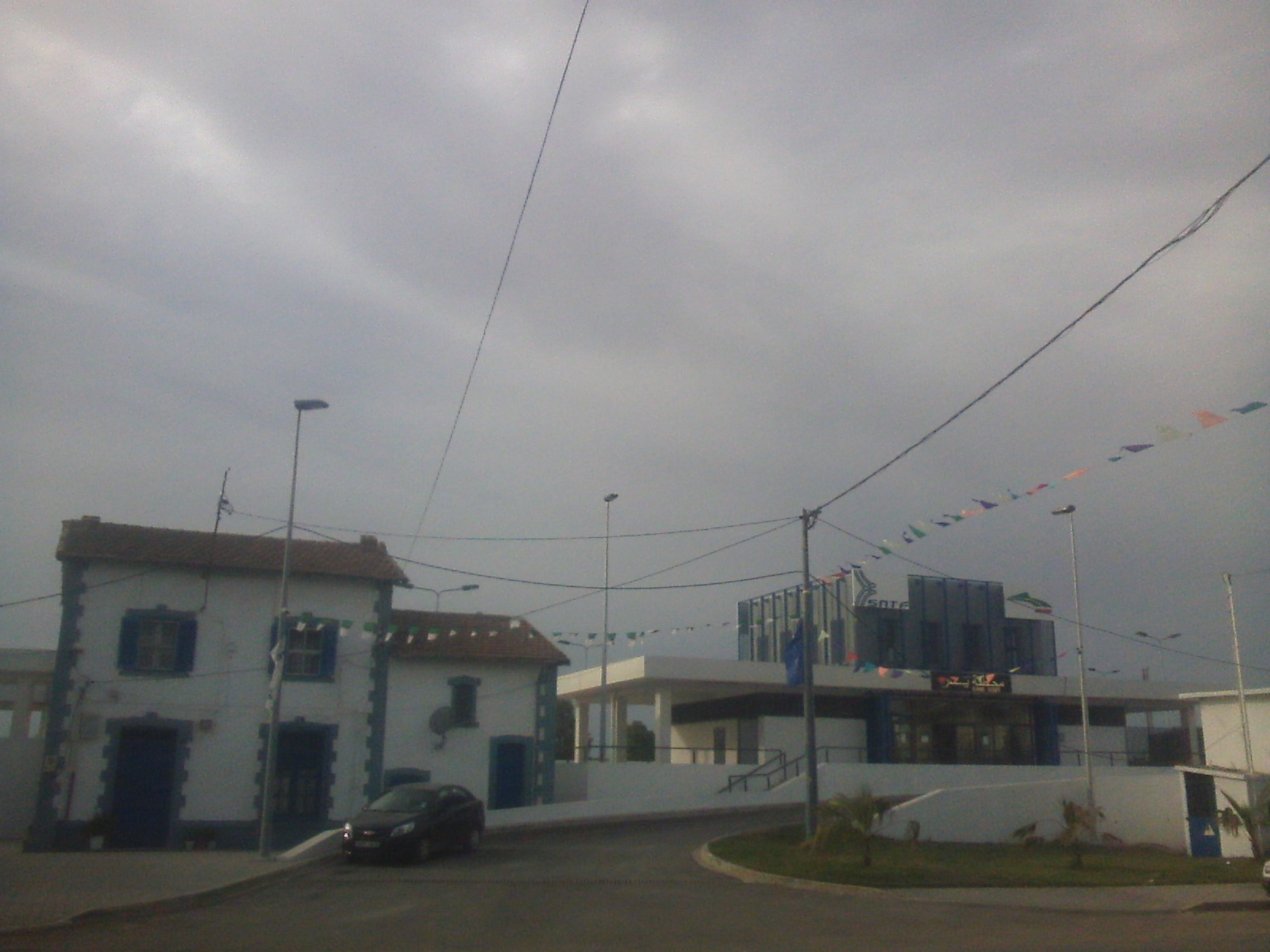
محطة قطار خميس يسر

عينت زاوية خميس يسر من خلال شيخها وسيطا قضائيا لدى مجلس قضاء بومرداس خلال عام 2009م لحل النزاعات القائمة بين العشائر وداخل العائلات كالخلافات على الميراث والخصومات.
واستطاعت أن تحل الكثير من القضايا التي تراكمت لسنوات في أدراج العدالة الجزائرية، وأصبحت المحاكم تحيل الكثير من القضايا إلى الزاوية وترسل المتخاصمين للإصلاح بينهم.

## العمل التضامني
تُشْرِفُ زاوية خميس يسر على إعانة دائمة للأشخاص المحتاجين والمرضى، وتنفق على عائلاتهم.
وتنظم خلال كل رمضان برنامجا تضامنيا خاصا للفقراء والمعوزين والفئات الضعيفة من المجتمع من أجل تجسيد معاني التكافل والتضامن الاجتماعي.
فهي تعمل ما بوسعها لتقديم مساعدات مادية للمعوزين من الفقراء والأرامل والأيتام، مع فتح مطعم الرحمة لعابري السبيل والمحتاجين.
ويتمثل برنامجها الخيري الخاص بشهر رمضان في توزيع العشرات من قفف رمضان على الفقراء والمحتاجين والنساء الأرامل والأيتام والمعوقين على مستوى بلدية خميس يسر.
كما تتم بمناسبة عيد الفطر المبارك عملية توزيع ملابس على الفقراء بالزاوية وهي مبادرة تضامنية تعكف عليها الزاوية كل مناسبة ومن تطوعات المحسنين وأهل الخير.
وتبقى أبواب الزاوية مفتوحة للفقراء، كما أن مطعم الزاوية يسهر على توفير وجبات ساخنة للمحتاجين وعابري السبيل طيلة أيام شهر رمضان الفضيل.

## مكتبة الصور

بلدية خميس يسر
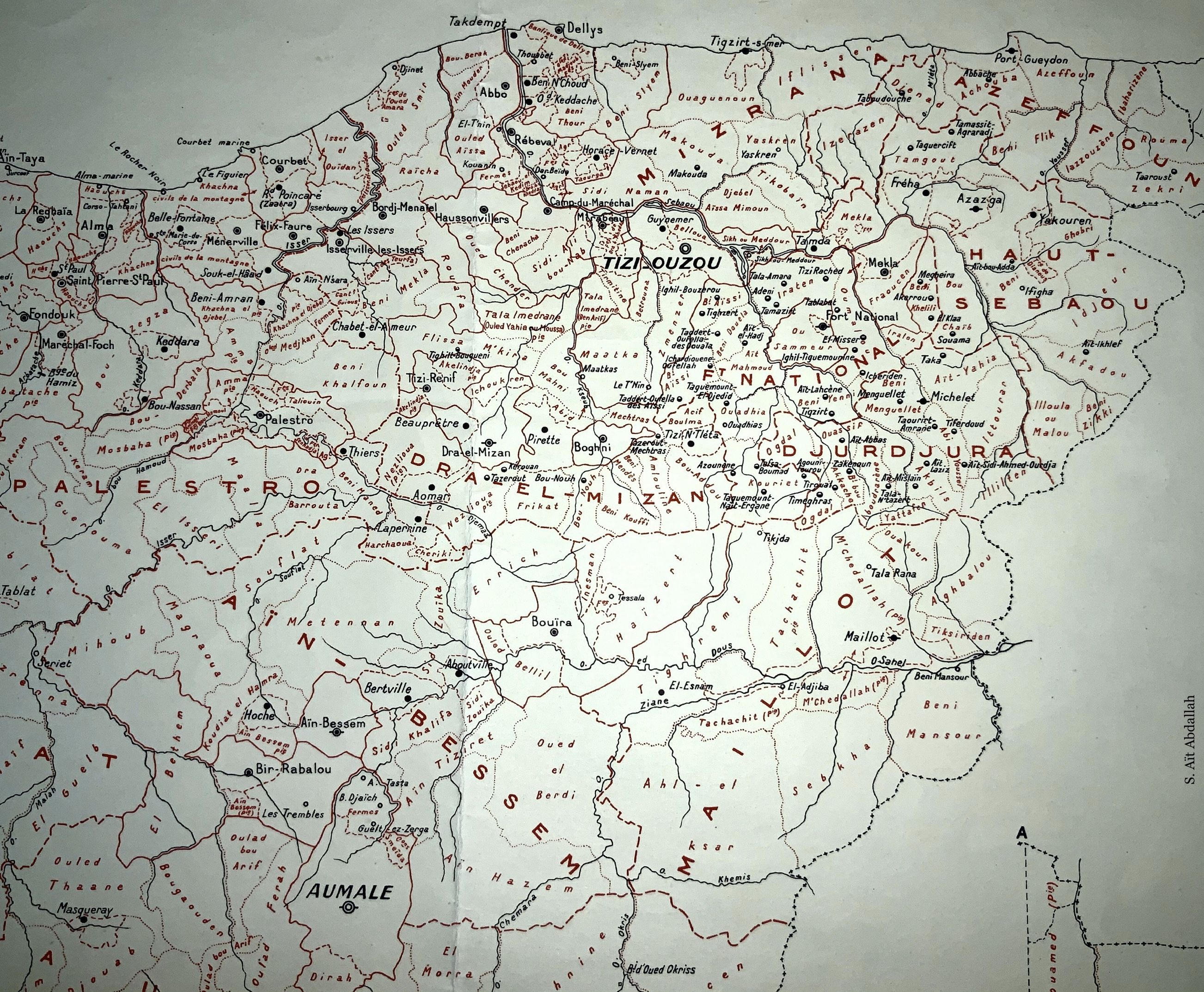
منطقة القبائل

## أعلام الزاوية
- محمد النور
- عبد القادر طيبي
- محمد شبابشي

### مواضيع ذات صلة
- المرجعية الدينية الجزائرية
- وزارة الشؤون الدينية الجزائرية
- الحزب الراتب: الحزاب - الباش حزاب - السلكة - الشيخ - المريد - الورد - الوارد
- الزوايا في الجزائر
- الطريقة الرحمانية
- الاتحاد الوطني للزوايا الجزائرية
- أكاديمية التربية الصوفية
- رابطة علماء وأئمة ودعاة الساحل
- الاتحاد العالمي للطرق الصوفية
- زاوية سيدي أمحمد بن عبد الرحمان الأزهري
- زاوية سيدي بوسحاقي
- زاوية أولاد بومرداس
- زاوية سيدي أعمر الشريف
- زاوية سيدي سالم
- زاوية الحمامي
- زاوية سيدي بوخروبة
- زاوية الهامل
- محمد بن عبد الرحمان الأزهري
- طريقة صوفية
- صوفية
- تاريخ التصوف
- ولاية بومرداس
- دائرة بومرداس
- بلدية تيجلابين
- محمد بن أبي القاسم الهاملي

### فايسبوك
- زاوية سيدي عبد الرحمان الثعالبي  على فيسبوك.

### فيديوهات
- تعريف بزاوية سيدي عبد الرحمان الثعالبي في خميس يسر على يوتيوب
- تعريف بزاوية الهامل على يوتيوب
- تعريف بسيدي أمحمد بن عبد الرحمان الأزهري الزواوي على يوتيوب

### وصلات خارجية
- الموقع الرسمي لوزارة الشؤون الدينية والأوقاف الجزائرية
- الموقع الرسمي لولاية بومرداس